# Якоби, Иван Варфоломеевич
Ива́н Варфоломе́евич Яко́би (1726—1803) — генерал от инфантерии, генерал-губернатор Астраханский, Уфимский и Симбирский, Иркутский и Колыванский. Дед декабриста Ивана Анненкова.

## Биография
Родился в 1726 году и воспитывался в сухопутном шляхетном кадетском корпусе, по окончании которого в 1747 года получил чин прапорщика и отправился в Селенгинск, где отец его, Варфоломей Валентинович в то время был комендантом. Служил в Якутском гарнизонном пехотном полку. В Селенгинске Якоби провёл более пятнадцати лет, имея возможность непосредственно ознакомиться с той страной, которой впоследствии пришлось управлять ему самому.
Отец несколько раз отправлял сына курьером в Пекин. Первую такую поездку Якоби совершил в 1753 году «с грамотой Сената в Трибунал об отправленном российским купечеством караване». После этого он ещё несколько раз совершал поездки в Китай, ознакомился с местными обычаями и в качестве уполномоченного с российской стороны вёл с китайским правительством переговоры. С 1762 года — подполковник, командир Селенгинского драгунского полка. С 1764 года — полковник.
После смерти отца, в 1769 году, Якоби в чине полковника оставил Сибирь и получил назначение во 2-ю армию, действовавшую против турок. При покорении Крымского полуострова Якоби прикрывал подвижные магазины и тяжёлые обозы армии. На пути от Козлова, будучи окружён многочисленными татарскими отрядами, он имел с ними беспрерывные схватки. 29 июня 1771 года Якоби храбро отразил жестокое нападение татар при реке Арыне, затем, опрокинув их при переправе через речки Азую и Азузу, он загнал их в горы. За кампанию 1771 года Якоби был награждён орденом Святой Анны.
В 1774 году турки высадились большими силами на крымский берег и окопались при Алуште. Якоби, начальствуя гренадерским каре Московского легиона, вёл с правой стороны атаку на неприятельский ретраншемент, стремительно напал и выбил неприятеля из окопов, причём овладел двумя орудиями. За этот подвиг Якоби 26 ноября 1775 года был награждён военным орденом Святого Георгия 3-го класса № 46
В турецкую войну во время атакования неприятельских войск, сделавших в 774 году при Алуште десант на Крымские берега, переводя тогда составленной из гренадер каре против правой стороны неприятельскаго ретраншамента, где самое сильнейшее сопротивление было, штыками отворил себе дорогу, преодолел и опрокинул неприятеля и овладел ретраншаментом с пушками, где получил контузию.
Тогда же он был произведён в генерал-майоры, а при заключении мира с Портой ему было пожаловано 500 крестьян в Белоруссии.

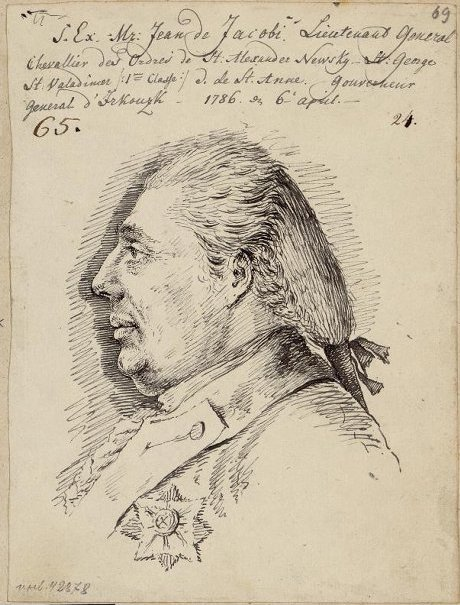
Портрет 1786 года

В 1776 года Якоби был назначен губернатором в Астрахань. Управляя этой губернией, он образовал из волгских казаков особое казачье войско под названием Моздокского и разместил его в шести станицах между Моздоком и Кизляром. Как опытный боевой генерал, Якоби начал с самых решительных мер по умиротворению горцев. Тогда же по поручению князя Г. А. Потёмкина Якоби приступил к устройству новой линии между Моздоком и Азовом, которая послужила бы надежным оплотом от вторжений в пределы России закубанцев и кабардинцев. Якоби с успехом выполнил это поручение: обширные степи, лежащие между Кубанью и Доном, прикрылись рядом крепостей и сильных казачьих станиц. Якоби хорошо понимал, что сами по себе договоры с Турцией не обезопасят российские границы от набегов турецких вассалов и горских племён, и потому спешил укоренить на новой линии переведённых сюда хопёрских и волгских казаков, начал заселение Ставропольской губернии казёнными крестьянами. Далее, он прилагал большие старания к поддержанию и усилению торговли с азиатскими народами, улучшил астраханский порт, украсил город новыми зданиями и заложил и построил Андреевскую крепость.
В 1779 году Якоби был произведён в генерал-поручики и получил орден Святого Александра Невского. 18 марта 1781 году он по Высочайшему повелению открыл Саратовское наместничество, созданное из северных уездов Астраханской губернии. Вскоре затем Якоби был назначен исправлять должность Уфимского и Симбирского генерал-губернатора, а также командира Оренбургского полевого корпуса и всех войск, расположенных по линиям того края.
При Якоби в Оренбурге была открыта Пограничная комиссия, заведовавшая всеми делами русского правительства в киргизской степи и сношениями со среднеазиатскими ханствами, было сделано много полезного по обустройству оренбургских и уральских казаков, проведена перепись населения.

В 1783 году Якоби был перемещён на должность генерал-губернатора Иркутского и Колыванского наместничеств. При нём построены были в Иркутске и Колывани здания для присутственных мест, основаны приказы общественного призрения, богадельни, больницы, рабочие дома, открыты народные училища, облегчена участь каторжников; были возобновлены прервавшиеся торговые сношения с Китаем и завязалась оживленная торговля в Кяхте. За все эти труды Якоби был награждён орденом Святого Владимира 1-й степени. В своих записках барон В. И. Штейнгейль писал:
Якоби жил в Иркутске истинно по-царски, проживая там несметную сумму — 35 тысяч рублей в год; одной прислуги у него было 75 человек. В Иркутске долго не могли забыть его праздников. Якоби был сменен по доносам и предан был суду сената. В числе доносчиков был секретарь его, выкравший его бумаги.
В 1789 году Якоби был отстранён от должности по наветам и подвергнут ответственности за якобы желание втравить Россию в войну с Китаем, с целью воспользоваться выгодами, ожидаемыми им от его положения генерал-губернатора окраины в военное время, за самовольное смещение чиновников и за неуважение к Сенату. Императрица Екатерина II была почти убеждена, что Якоби совершил серьёзные преступления. Сенат никак не мог прийти к единогласию по этому делу, и оно было взнесено к императрице. Результатом знакомства Екатерины с этим делом было полное оправдание Якоби и наказание доносчиков..
При императоре Павле Якоби был переименован в генерал-лейтенанты и вскоре пожалован в генералы от инфантерии, но в 1797 году он вышел в отставку и скончался в Санкт-Петербурге в 1803 году.
В Москве на углу Петровки и Кузнецкого Моста Якоби имел собственный дом, после смерти перешедший его дочери Анне Ивановне (ум. 1842). Она была замужем за отставным капитаном лейб-гвардии Преображенского полка Александром Никаноровичем Анненковым (ум. 1803), служившим советником в Нижегородской гражданской палате.

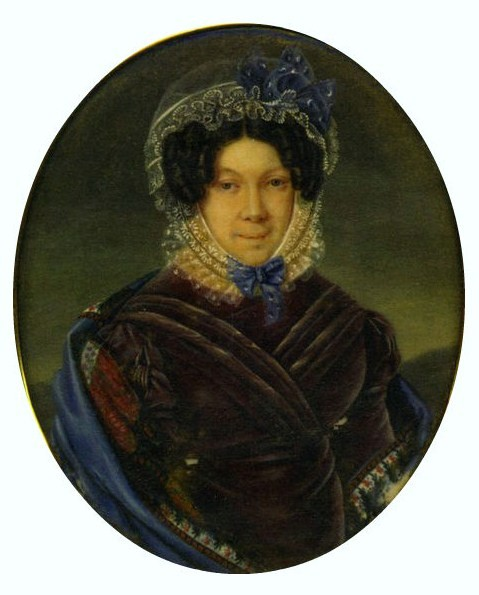
Анна Анненкова, дочь

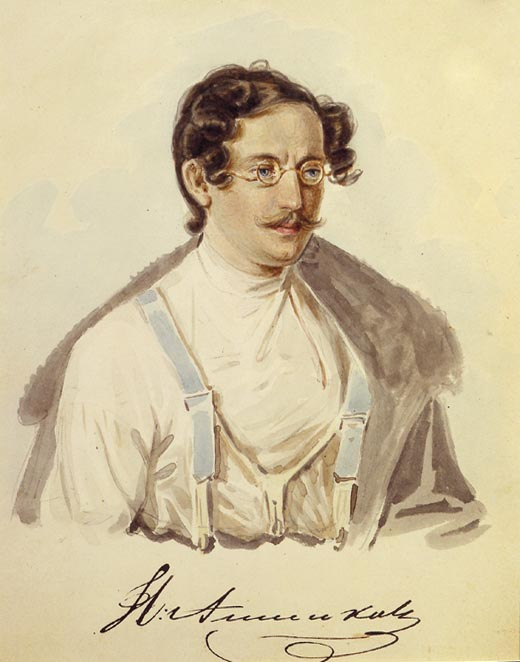
Иван Анненков, внук

## Награды
- Орден Святой Анны 1-й степени (1772)
- Орден Святого Георгия 3-й степени (26.11.1775)
- Орден Святого Александра Невского (11.07.1779)
- Орден Святого Владимира 1 степени (22.09.1784)

## Семья
Жена — Екатерина Ефимовна (1756—1789). Была похоронена в церкви села Якиманское Клинского уезда Московской губернии с отцом, действительным статским советником Евфимием Юрьевичем Бахтеевым и дочерью Дарией (ум. 07.11.1776). Другая дочь, Анна (?—1842), была замужем за Александром Никаноровичем Анненковым (?—1803); у них родился сын — Иван (1802—1878).
Внук, полковник Иван Карлович, стал родоначальником казанской ветви рода; у него было семеро детей: Аркадий, Владимир, Валериан, Павел, Георгий, Антонина, Софья.